# トラフェルミン
一般名トラフェルミン(INN:Trafermin)と呼ばれる遺伝子組み換えヒト塩基性線維芽細胞増殖因子(あるいは増殖因子でなく成長因子、recombinant human basic fibroblast growth factor: rhbFGF) は成長因子の一種で組織再生に使われる。ヒトの塩基性線維芽細胞増殖因子 (bFGF) を遺伝子組み換えしたもの。日本においてフィブラストの商品名で皮膚の潰瘍と褥瘡に承認されたスプレー式の外用薬、また歯周組織を再生させるリグロス歯科用液として販売されている。

## 適応
日本でフィブラスト (Fiblast) が、2001年に褥瘡・潰瘍の治療薬として承認され販売開始された。歯周病による歯周炎に対する承認拡大がなされ、2016年より歯周組織を再生させるリグロス歯科用液として販売されている。

## 作用機序
塩基性線維芽細胞増殖因子の組み替え体として、トラフェルミンは線維芽細胞増殖因子受容体のFGFR1、FGFR2、FGFR3、FGFR4に対する強い作動薬である。これらFGFRに結合することで、血管新生作用があり、線維芽細胞の増加させ、創傷の治癒を促す。

## 副作用
禁忌として、皮膚がんがある部位には使用できない。